# آيت سيدي محند او محند (آيت واويزغت)
آيت سيدي محند او محند هو دُوَّار يقع بجماعة واويزغت، إقليم أزيلال، جهة بني ملال خنيفرة في المملكة المغربية. ينتمي الدوّار لمشيخة آيت واويزغت التي تضم 9 دواوير. يقدر عدد سكانه بـ 795 نسمة حسب الإحصاء الرسمي للسكان والسكنى لسنة 2004.

## وصلات خارجية
- البوابة الوطنية للجماعات الترابية
- المندوبية السامية للتخطيط